# Dave Weckl
Dave Weckl (ur. 8 stycznia 1960 w St. Louis) – amerykański perkusista jazzowy.
Dave Weckl już od najmłodszych lat interesował się muzyką (jego ojciec grał na fortepianie). Mając 8 lat, Dave zaczął grać na perkusji. Mając 19 lat, grał już wiele koncertów w nowojorskich klubach ze swoim pierwszym zespołem Nite Sprite. Wkrótce potem Weckl współpracował już z duetem Simon and Garfunkel, grał też koncerty z zespołem French Toast. W 1985 roku Chick Corea zwerbował go do swojej grupy Chick Corea Elektric Band.
Weckl współpracował m.in. z takimi wykonawcami jak Madonna czy Bill Connors.

## Instrumentarium
| Bębny firmy Yamaha - Zestaw Yamaha PHX - Zestaw Yamaha Maple Custom - Zestaw Yamaha Recording Custom Pałki firmy Vic Firth - Dave Weckl Original (SDW, SDWN) - Dave Weckl Evolution (SDW2, SDW2N) Perkusjonalia firmy LP - LP Timbale Cowbell - LP Mambo Cowbell - LP Tito Puente Timbalitos |  | Talerze firmy Sabian - HHX Evolution Effeks Crash 17" - HHX Evolution Splash 10" - HHX Evolution Crash 17" - HHX Evolution Splash 12" - HHX Evolution Splash 07" - HHX Evolution Ride 20" - HHX Evolution Hats 14" - HHX Evolution Crash 18" - HHX Evolution Crash 18" - HHX Evolution Mini- Chinese 14" - HHX Evolution Hats 13" - HHX Evolution O-Zone Crash 18" |  | Naciągi perkusyjne - REMO COATED AMBASSADOR Mikrofony - Shure Beta 98 D/S - Shure Beta 52 - Shure SM 81 - SHURE SM 57 |

## Wybrana dyskografia
Dave Weckl Band
- Masterplan (1990, GRP Records)
- Heads Up (1992, GRP Records)
- Hard Wired (1994, GRP Records)
- Rhythm of the Soul (1998, Stretch Records)
- Synergy (1999, Stretch Records)
- Transition (2000, Stretch Records)
- The Zone (2001, Stretch Records)
- Perpetual motion (2002, Stretch Records)
- Live (and very plugged in) (2003, Stretch Records)
- Multiplicity (2005, Stretch Records)

## Wideografia
- Back to Basic (1989, DCI music)
- The Next Step (1990, DCI music)
- Working It Out (1993, DCI music)
- How to develop your own sound (2000, Carl Fischer publishing)
- How to practice (2000, Carl Fischer publishing)
- How to develop technique (2000, Carl Fischer publishing)

## Publikacje
- The Next Step, 1992, Manhattan Music, ISBN 978-0-7579-1546-8
- Contemporary Drummer + One, 1994, Manhattan Music, ISBN 978-0-7692-4793-9
- Ultimate Play-Along for Drums level I vol. I, 1997, Alfred Publishing Company, ISBN 978-0-7604-0069-2
- Ultimate Play-Along for Drums level I vol. II, 1997, Alfred Publishing Company, ISBN 1-57623-402-9
- In Session with the Dave Weckl Band, 2001, Carl Fischer Music, ISBN 978-0-8258-4150-7
- Exercises for natural playing, Carl Fischer Music, 2004, ISBN 978-0-8258-5098-1